# Luis Alberto Romero
Luis Alberto Romero (Canelones, 15 de junho de 1968) é um ex-futebolista uruguaio que atuava como atacante.

## Carreira
Luis Alberto Romero integrou a Seleção Uruguaia de Futebol na Copa América de 1997.